# Lepsény
Lepsény là một làng thuộc hạt Fejér, Hungary. Làng này có diện tích 39,08 km², dân số năm 2010 là 3107 người, mật độ 80 người/km².